# Phyllobrotica vittata
Phyllobrotica vittata là một loài bọ cánh cứng trong họ Chrysomelidae. Loài này được Horn miêu tả khoa học năm 1893.